# Silver Canyon
Silver Canyon è un film del 1951 diretto da John English.
È un western statunitense a sfondo musicale con Gene Autry.

## Produzione
Il film, diretto da John English su una sceneggiatura di Gerald Geraghty e un soggetto di Alan James, fu prodotto da Armand Schaefer per la Gene Autry Productions e girato nel Columbia/Warner Bros. Ranch a Burbank, nell'Iverson Ranch a Chatsworth e a Pioneertown, in California, nel marzo del 1951. Il titolo di lavorazione fu Quick Silver.

## Distribuzione
Il film fu distribuito negli Stati Uniti dal 23 giugno 1951 al cinema dalla Columbia Pictures.

## Promozione
La tagline è: Guerilla Raiders! Watch Gene Scout 'Em... And Rout 'Em For The U.S. Cavalry!.